# Processtorhet
Processtorhet, eller processfunktion, är en vägberoende fysisk storhet som beskriver ett systems övergång från ett jämviktstillstånd till ett annat. Exempelvis är värme och mekaniskt arbete processtorheter eftersom de kvantitativt beskriver övergången mellan två tillstånd för ett termodynamiskt system. Motsatsen till en processtorhet är en tillståndsstorhet, vilken inte är vägberoende.
Processtorheter är beroende av vilken väg ett visst tillstånd nås, olika vägar ger olika storheter. Exempel på processtorheter är arbete, värme och avstånd.